# SKEMA Business School
SKEMA Business School er en europæisk business school med campusser i Lille, Suresnes, Sophia-Antipolis, Suzhou, Raleigh, Belo Horizonte og Kapstaden. Skolen, der blev grundlagt i 2009. SKEMA har ligeledes et PhD-program såvel som adskillige Master-programmer inden for specifikke managementområder, såsom marketing, finans eller iværksætteri.
SKEMA Business School programmer har de tre internationale akkrediteringer AMBA, EQUIS og AACSB. Skolen har over 45.000 alumner inden for handel og politik, herunder Alain Dinin (CEO Nexity) og Jean-Philippe Courtois (CEO Microsoft).